# Bestuurlijke indeling van Ethiopië

Zones en regio's van Ethiopië

Ethiopië is onderverdeeld in twaalf, op etniciteit gebaseerde regio's of staten (kililoch; enkelvoud: kilil) en twee bestuurlijk onafhankelijke steden (astedader akababiwach; enkelvoud: astedader akabibi). 
De regio's zijn verder onderverdeeld in 68 zones.
De zones worden onderverdeeld in woredas (districten), ook al zijn er ook woredas die geen onderdeel vormen van een zone en hierdoor een bepaalde autonome status binnen de regio hebben.
Woredas worden weer verdeeld in kebeles, die de kleinste bestuurlijke laag vormen.
Tussen 1942 en 1995 was Ethiopië onderverdeeld in provincies.
Tot de oprichting van Sidama in 2020 waren er negen regio's. Tot de herschikking van 2023 en het uiteenvallen van Yedebub Biheroch Bihereseboch na Hizboch waren er tien regio's.

## Regio's en bestuurlijk onafhankelijke steden
Het woord 'kilil' voor regio betekent "reservaat" of "beschermd gebied" en de etnische grond voor de regio's en de keuze voor het woord 'kilil' heeft de Ethiopische overheid grote kritiek opgeleverd van de oppositie, die vergelijkingen heeft getrokken met de thuislanden (bantoestans) van Zuid-Afrika onder het Apartheidsregime. In de onderstaande tabel staan alle regio's en onafhankelijke steden (gemarkeerd met een *).
| Detailkaart                                               |
| --------------------------------------------------------- |
|                                                           |
| Regio's en bestuurlijk onafhankelijke steden van Ethiopië |

| Nr. | Regionaam                          | Inwoners (2022) | Oppervlakte | Dichtheid      | Hoofdstad        | Taal      | Locatie | Vlag |
| --- | ---------------------------------- | --------------- | ----------- | -------------- | ---------------- | --------- | ------- | ---- |
| AA  | Addis Abeba*                       | 3.860.000       | 530 km²     | 7.324 inw./km² | n.v.t.           | Amhaars   |         |      |
| DD  | Dire Dawa*                         | 535.000         | 1.213 km²   | 343 inw./km²   | n.v.t.           | Somalisch |         |      |
| 1   | Tigray                             | 5.739.000       | 50.079 km²  | 115 inw./km²   | Mek'ele          | Tigrinya  |         |      |
| 2   | Afar                               | 2.091.000       | 96.707 km²  | 22 inw./km²    | Asayita / Semera | Afar      |         |      |
| 3   | Amhara                             | 22.877.000      | 159.960 km² | 148 inw./km²   | Bahir Dar        | Amhaars   |         |      |
| 4   | Benishangul-Gumuz                  | 1.218.000       | 50.248 km²  | 24 inw./km²    | Asosa            | Amhaars   |         |      |
| 5   | Somali                             | 6.506.000       | 279.252 km² | 20 inw./km²    | Jijiga           | Somalisch |         |      |
| 6   | Oromiya                            | 40.061.000      | 353.632 km² | 113 inw./km²   | Adama            | Amhaars   |         |      |
| 7   | Gambela                            | 508.000         | 25.802 km²  | 17 inw./km²    | Gambela          | Amhaars   |         |      |
| 8   | Regionale staat Zuid-West Ethiopië | 3.303.000       | 39.884 km²  | 83 inw./km²    | Bonga            |           |         |      |
| 9   | Regionale staat Zuid Ethiopië      | 13.567.000      | 59.308 km²  | 228 inw./km²   | Sodo             |           |         |      |
| 10  | Regionale staat Centraal Ethiopië  | 6.272.000       | 15.099 km²  | 420 inw./km²   | Hosaena          |           |         |      |
| 11  | Sidama                             | 4.623.000       | 6.695 km²   | 691 inw./km²   | Awasa            |           |         |      |
| 12  | Harari                             | 276.000         | 374 km²     | 334 inw./km²   | Harar            | Amhaars   |         |      |

## Voormalige provincies
Provincies tot 1995:
| - Arsi - Bale - Gamu-Gofa - Gojjam - Begemder - Hararghe - Illubabor |  | - Kaffa - Shoa - Sidamo - Tigray - Welega - Wollo |